# Finse kampioenschappen schaatsen allround
De Finse kampioenschappen schaatsen allround worden vanaf 1897 jaarlijks georganiseerd. Sinds 1909 gebeurt dit onder auspiciën van de in 1908 opgerichte Finse schaatsbond.
Van 1897-1932 betrof het alleen het kampioenschap voor de mannen. In 1933 vond het eerste kampioenschap voor de vrouwen plaats. In 1918, 1940 en 1942 vonden er geen kampioenschappen plaats. Vanaf 1971 worden de kampioenschappen steevast als een gezamenlijk schaatsevenement verreden, in 1949, 1951, 1960, 1961 en 1962 gebeurde dit eerder vijf keer incidenteel.
De eerste Finse kampioen was de Rus Nikolaj Krjukov uit Sint-Petersburg. Finland was tot medio 1917 als het grootvorstendom Finland onderdeel van het keizerrijk Rusland.

## Mannen
| Seizoen | Plaats       | Datum       | Goud                  | Zilver                | Brons                 |
| ------- | ------------ | ----------- | --------------------- | --------------------- | --------------------- |
| 1896/97 | Helsinki     | 28-02/01-03 | Nikolaj Krjukov       | Gustaf Estlander      | Johan Wink            |
| 1897/98 | Helsinki     | 13/14-03    | Gustaf Estlander      | Franz Wathén          | Emil Helin            |
| 1899/00 | Helsinki     | 25/26-02    | Franz Wathén          | Walter Johansson      | Johan Wink            |
| 1900/01 | Helsinki     | 25/26-02    | Franz Wathén          | Rudolf Gundersen      | Jussi Wiinikainen     |
| 1901/02 | Helsinki     | 09-03       | Franz Wathén          | Toivo Tillander       | Walter Johansson      |
| 1902/03 | Helsinki     | 18-01       | Franz Wathén          | Johan Edvard Vikander | Gösta Hägg            |
| 1903/04 | Helsinki     | 13/14-02    | Franz Wathén          | Johan Edvard Vikander | Gösta Hägg            |
| 1904/05 | Helsinki     | 28/29-01    | Johan Edvard Vikander | Franz Wathén          | Waldemar Ylander      |
| 1905/06 | Tampere      | 27/28-01    | Johan Edvard Vikander | Waldemar Ylander      | Gunnar Strömstén      |
| 1906/07 | Viipuri      | 09/10-02    | Gunnar Strömstén      | Antti Wiklund         | Eino Vanhala          |
| 1907/08 | Helsinki     | 25/26-01    | Antti Wiklund         | Gunnar Strömstén      | Franz Wathén          |
| 1908/09 | Vaasa        | 06/07-03    | Arne Schrey           | Johan Edvard Vikander | Aksel Lihr            |
| 1909/10 | Viipuri      | 07/08-03    | Johan Edvard Vikander | Väinö Wickström       | Arne Schrey           |
| 1910/11 | Helsinki     | 11/12-02    | Väinö Wickström       | Arvo Tuomainen        | Aksel Lihr            |
| 1911/12 | Helsinki     | 24/25-02    | Väinö Wickström       | Axel Lindholm         | Arvo Tuomainen        |
| 1912/13 | Vaasa        | 01/02-02    | Gunnar Strömstén      | Väinö Wickström       | Arvo Tuomainen        |
| 1913/14 | Viipuri      | 07/08-03    | Julius Skutnabb       | Gunnar Strömstén      | Waldemar Bergström    |
| 1914/15 | Helsinki     | 06/07-03    | Arvo Tuomainen        | Julius Skutnabb       | Väinö Wickström       |
| 1915/16 | Turku        | 29/30-01    | Julius Skutnabb       | Väinö Wickström       | Clas Thunberg         |
| 1916/17 | Helsinki     | 24/25-02    | Julius Skutnabb       | Väinö Wickström       | Waldemar Bergström    |
| 1918/19 | Tampere      | 08/09-02    | Arvo Tuomainen        | Julius Skutnabb       | Bror Ravander         |
| 1919/20 | Helsinki     | 14/15-02    | Clas Thunberg         | Julius Skutnabb       | Kurt Valkotalo        |
| 1920/21 | Tampere      | 29/30-01    | Arvo Tuomainen        | Clas Thunberg         | Julius Skutnabb       |
| 1921/22 | Helsinki     | 28/29-01    | Clas Thunberg         | Arvo Tuomainen        | Julius Skutnabb       |
| 1922/23 | Tampere      | 27/28-01    | Arvo Tuomainen        | Julius Skutnabb       | Asser Wallenius       |
| 1923/24 | Helsinki     | 09/10-02    | Clas Thunberg         | Julius Skutnabb       | Uuno Pietilä          |
| 1924/25 | Kuopio       | 14/15-02    | Uuno Pietilä          | Julius Skutnabb       | Viljo Eerola          |
| 1925/26 | Viipuri      | 30/31-01    | Uuno Pietilä          | Isko Korpela          | Viljo Eerola          |
| 1926/27 | Helsinki     | 29/30-01    | Clas Thunberg         | Ossi Blomqvist        | Julius Skutnabb       |
| 1927/28 | Tampere      | 14/15-01    | Clas Thunberg         | Ossi Blomqvist        | Bertel Backman        |
| 1928/29 | Kuopio       | 26/27-01    | Ossi Blomqvist        | Bertel Backman        | Viljo Eerola          |
| 1929/30 | Viipuri      | 15/16-02    | Ossi Blomqvist        | Leo Lindell           | Yrjö Päivinen         |
| 1930/31 | Tampere      | 24/25-01    | Åke Ekman             | Jarl Fredrik Sundén   | Pekka Savia           |
| 1931/32 | Tampere      | 23/24-01    | Åke Ekman             | Viljo Eerola          | Eino Pikkarainen      |
| 1932/33 | Oulu         | 21/22-01    | Birger Wasenius       | Ossi Blomqvist        | Kaarlo Paananen       |
| 1933/34 | Turku        | 10/11-02    | Birger Wasenius       | Åke Ekman             | Kurt Skutnabb         |
| 1934/35 | Helsinki     | 26/27-01    | Birger Wasenius       | Åke Ekman             | Antero Ojala          |
| 1935/36 | Helsinki     | 23/24-02    | Ossi Blomqvist        | Birger Wasenius       | Antero Ojala          |
| 1936/37 | Hämeenlinna  | 06/07-02    | Birger Wasenius       | Antero Ojala          | Ossi Blomqvist        |
| 1937/38 | Helsinki     | 19/20-02    | Birger Wasenius       | Kurt Skutnabb         | Antero Ojala          |
| 1938/39 | Turku        | 11/12-02    | Birger Wasenius       | Åke Ekman             | Georg Hennum          |
| 1940/41 | Hämeenlinna  | 01/02-02    | Lassi Parkkinen       | Georg Hennum          | Kurt Skutnabb         |
| 1942/43 | Helsinki     | 20/21-02    | Lassi Parkkinen       | Antero Ojala          | Martti Salomaa        |
| 1943/44 | Tampere      | 19/20-02    | Lassi Parkkinen       | Martti Salomaa        | Kalevi Laitinen       |
| 1944/45 | Turku        | 17/18-02    | Martti Salomaa        | Lassi Parkkinen       | Kalevi Laitinen       |
| 1945/46 | Helsinki     | 26/27-01    | Lassi Parkkinen       | Kalevi Laitinen       | Martti Salomaa        |
| 1946/47 | Helsinki     | 25/26-01    | Kalevi Laitinen       | Matti Tuomi           | Pentti Lammio         |
| 1947/48 | Tampere      | 10/11-01    | Kalevi Laitinen       | Pentti Lammio         | Lassi Parkkinen       |
| 1948/49 | Joensuu      | 29/30-01    | Kalevi Laitinen       | Lassi Parkkinen       | Pentti Lammio         |
| 1949/50 | Tampere      | 28/29-01    | Kauko Salomaa         | Lassi Parkkinen       | Kalevi Laitinen       |
| 1950/51 | Hämeenlinna  | 20/21-01    | Kalevi Laitinen       | Kauko Salomaa         | Antero Ojala          |
| 1951/52 | Kuusankoski  | 26/27-01    | Lassi Parkkinen       | Kauko Salomaa         | Matti Tuomi           |
| 1952/53 | Jyväskylä    | 24/25-01    | Kauko Salomaa         | Toivo Salonen         | Antero Ojala          |
| 1953/54 | Imatra       | 30/31-01    | Toivo Salonen         | Juhani Järvinen       | Kauko Salomaa         |
| 1954/55 | Helsinki     | 29/30-01    | Kauko Salomaa         | Toivo Salonen         | Yrjö Uimonen          |
| 1955/56 | Valkeakoski  | 18/19-02    | Toivo Salonen         | Juhani Järvinen       | Kauko Salomaa         |
| 1956/57 | Tampere      | 26/27-01    | Toivo Salonen         | Juhani Järvinen       | Kauko Salomaa         |
| 1957/58 | Rovaniemi    | 18/19-01    | Toivo Salonen         | Juhani Järvinen       | Jaakko Niemi          |
| 1958/59 | Lappeenranta | 17/18-01    | Toivo Salonen         | Juhani Järvinen       | Jorma Sinkkonen       |
| 1959/60 | Helsinki     | 16/17-01    | Keijo Tapiovaara      | Juhani Järvinen       | Leo Tynkkynen         |
| 1960/61 | Valkeakoski  | 25/26-02    | Toivo Salonen         | Keijo Tapiovaara      | Jouko Launonen        |
| 1961/62 | Rovaniemi    | 27/28-01    | Keijo Tapiovaara      | Toivo Salonen         | Jouko Jokinen         |
| 1962/63 | Jyväskylä    | 26/27-01    | Jouko Launonen        | Keijo Tapiovaara      | Toivo Salonen         |
| 1963/64 | Kajaani      | 11/12-01    | Jouko Launonen        | Juhani Järvinen       | Toivo Salonen         |
| 1964/65 | Pieksämäki   | 16/17-01    | Jouko Launonen        | Simo Rinne            | Olavi Hjellman        |
| 1965/66 | Rovaniemi    | 26/27-02    | Jouko Launonen        | Raimo Hietala         | Pekka Halinen         |
| 1966/67 | Pieksämäki   | 04/05-02    | Jouko Launonen        | Raimo Hietala         | Rauli Helén           |
| 1967/68 | Kajaani      | 09/10-03    | Jouko Launonen        | Kimmo Koskinen        | Olavi Hjellman        |
| 1968/69 | Helsinki     | 11/12-01    | Kimmo Koskinen        | Olavi Hjellman        | Raimo Hietala         |
| 1969/70 | Tampere      | 10/11-01    | Kimmo Koskinen        | Raimo Hietala         | Timo Luostarinen      |
| 1970/71 | Helsinki     | 16/17-01    | Kimmo Koskinen        | Raimo Hietala         | Jouko Salakka         |
| 1971/72 | Rovaniemi    | 11/12-03    | Kimmo Koskinen        | Olavi Hjellman        | Raimo Hietala         |
| 1972/73 | Helsinki     | 13/14-01    | Raimo Hietala         | Jouko Salakka         | Pauli Vähänissi       |
| 1973/74 | Pälkäne      | 19/20-01    | Jouko Salakka         | Olavi Köppä           | Tapani Renko          |
| 1974/75 | Rovaniemi    | 15/16-03    | Olavi Hjellman        | Olavi Köppä           | Jarmo Alppi           |
| 1975/76 | Helsinki     | 10/11-01    | Olavi Köppä           | Jouko Salakka         | Jorma Veistola        |
| 1976/77 | Helsinki     | 15/16-01    | Pertti Niittylä       | Olavi Köppä           | Jouko Salakka         |
| 1977/78 | Seinäjoki    | 14/15-01    | Pertti Niittylä       | Olavi Köppä           | Jouko Salakka         |
| 1978/79 | Helsinki     | 27/28-01    | Pertti Niittylä       | Jouko Salakka         | Olavi Köppä           |
| 1979/80 | Rovaniemi    | 08/09-03    | Pertti Niittylä       | Jarmo Alppi           | Tapani Renko          |
| 1980/81 | Pieksämäki   | 31-01/01-02 | Jukka Ala-Louko       | Pertti Niittylä       | Tapani Renko          |
| 1981/82 | Rovaniemi    | 06/07-03    | Jukka Ala-Louko       | Jarmo Alppi           | Pekka Kannus          |
| 1982/83 | Kajaani      | 05/06-03    | Pertti Niittylä       | Jarmo Alppi           | Juha Savolainen       |
| 1983/84 | Helsinki     | 04/05-03    | Pertti Niittylä       | Jarmo Alppi           | Ilkka Rahnasto        |
| 1984/85 | Seinäjoki    | 03/04-02    | Pertti Niittylä       | Urpo Pikkupeura       | Juha Savolainen       |
| 1985/86 | Imatra       | 08/09-02    | Pertti Niittylä       | Ari Leppänen          | Juha Savolainen       |
| 1986/87 | Helsinki     | 31-01/01-02 | Pertti Niittylä       | Ari Leppänen          | Ilkka Rahnasto        |
| 1987/88 | Helsinki     | 19/20-12    | Pertti Niittylä       | Timo Järvinen         | Mikko Mäkinen         |
| 1988/89 | Seinäjoki    | 28/29-01    | Mikko Mäkinen         | Timo Järvinen         | Ari Leppänen          |
| 1989/90 | Helsinki     | 03/04-02    | Timo Järvinen         | Mikko Mäkinen         | Ari Leppänen          |
| 1990/91 | Helsinki     | 03/04-02    | Timo Järvinen         | Mikko Mäkinen         | Mikko Nieminen        |
| 1991/92 | Helsinki     | 21/22-12    | Timo Järvinen         | Mikko Mäkinen         | Mikko Nieminen        |
| 1992/93 | Seinäjoki    | 19/20-12    | Timo Järvinen         | Mikko Nieminen        | Vesa Rosendahl        |
| 1993/94 | Helsinki     | 18/19-12    | Timo Järvinen         | Mikko Nieminen        | Pertti Kiiskinen      |
| 1994/95 | Seinäjoki    | 17/18-12    | Timo Järvinen         | Mikko Nieminen        | Vesa Rosendahl        |
| 1995/96 | Oulu         | 16/17-12    | Mikko Nieminen        | Timo Järvinen         | Vesa Rosendahl        |
| 1996/97 | Seinäjoki    | 01/02-02    | Vesa Rosendahl        | Samuli Ollanketo      | Mikko Nieminen        |
| 1997/98 | Helsinki     | 20/21-12    | Samuli Ollanketo      | Mikko Nieminen        | Risto Rosendahl       |
| 1998/99 | Helsinki     | 19/20-12    | Risto Rosendahl       | Samuli Ollanketo      | Marko Karppinen       |
| 1999/00 | Seinäjoki    | 18/19-12    | Vesa Rosendahl        | Risto Rosendahl       | Pekka Koskela         |
| 2000/01 | Helsinki     | 16/17-12    | Vesa Rosendahl        | Risto Rosendahl       | Jarmo Valtonen        |
| 2001/02 | Seinäjoki    | 15/16-12    | Vesa Rosendahl        | Mika Poutala          | Robert Brandt         |
| 2002/03 | Seinäjoki    | 21/22-12    | Jarmo Valtonen        | Vesa Rosendahl        | Robert Brandt         |
| 2003/04 | Seinäjoki    | 31-01/01-02 | Jarmo Valtonen        | Risto Rosendahl       | Lauri Lindén          |
| 2004/05 | Seinäjoki    | 12/13-03    | Lauri Lindén          | Antero Kotijärvi      | Pertti Kiiskinen      |
| 2005/06 | Seinäjoki    | 17/18-12    | Jarmo Valtonen        | Lauri Potka           | Joonatan Pappinen     |
| 2006/07 | Helsinki     | 16/17-12    | Jarmo Valtonen        | Lauri Lindén          | Niko Räsänen          |
| 2007/08 | Seinäjoki    | 15/16-12    | Joel Vähä-Salo        | Kaj Humisto           | Niko Räsänen          |
| 2008/09 | Helsinki     | 20/21-12    | Niko Räsänen          | Joel Vähä-Salo        | Lauri Lindén          |
| 2009/10 | Seinäjoki    | 19/20-12    | Niko Räsänen          | Joel Vähä-Salo        | Samuli Ollanketo      |
| 2010/11 | Helsinki     | 18/19-12    | Niko Räsänen          | Jarkko Viertola       | Robert Brandt         |
| 2011/12 | Helsinki     | 10/11-12    | Tommi Pulli           | Verneri Kinnunen      | Juho Vaittinen        |
| 2012/13 | Seinäjoki    | 03/04-02    | Robert Brandt         | Lauri Lindén          | Jarkko Viertola       |
| 2013/14 | Seinäjoki    | 07/08-12    | Verneri Kinnunen      | Lauri Lindén          | Juuso Käenmaki        |
| 2014/15 | Helsinki     | 20/21-12    | Verneri Kinnunen      | Robert Brandt         | Juho-Kaakko Yli-Ilkka |
| 2015/16 | Helsinki     | 19/20-12    | Mika Poutala          | Tuomas Rahnasto       | Tommi Pulli           |
| 2016/17 | Helsinki     | 17/18-12    | Juho Vaittinen        | Samuli Suomalainen    | Verneri Kinnunen      |
| 2017/18 | Seinäjoki    | 16/17-12    | Juho Vaittinen        | Tommi Pulli           | Emil Ervik            |
| 2018/19 | Helsinki     | 22/23-12    | Samuli Suomalainen    | Robert Brandt         | Jaakko Hautamäki      |

## Vrouwen
| Seizoen | Plaats       | Datum       | Goud                 | Zilver                   | Brons                    |
| ------- | ------------ | ----------- | -------------------- | ------------------------ | ------------------------ |
| 1932/33 | Helsinki     | 19-02       | Verné Lesche         | Laura Tamminen           | Liisa Salmi              |
| 1933/34 | Helsinki     | 23/24-02    | Verné Lesche         | Liisa Salmi              | Laura Tamminen           |
| 1934/35 | Hämeenlinna  | 24-02       | Verné Lesche         | Laura Tamminen           | Liisa Salmi              |
| 1935/36 | Tampere      | 15/16-02    | Verné Lesche         | Laura Tamminen           | Liisa Salmi              |
| 1936/37 | Helsinki     | 20/21-02    | Verné Lesche         | Liisa Salmi              | Laura Tamminen           |
| 1937/38 | Hämeenlinna  | 25/26-03    | Verné Lesche         |                          |                          |
| 1938/39 | Hämeenlinna  | 11/12-03    | Verné Lesche         | Liisa Salmi              | Laura Tamminen           |
| 1940/41 | Helsinki     | 15/16-02    | Verné Lesche         | Eevi Huttunen            | Kaarina Willberg         |
| 1942/43 | Tampere      | 13/14-02    | Verné Lesche         | Eevi Huttunen            | Anna-Liisa Tuominen      |
| 1943/44 | Kuopio       | 12/13-02    | Verné Lesche         | Eevi Huttunen            | Margit Laakso            |
| 1944/45 | Lappeenranta | 03/04-02    | Verné Lesche         | Eevi Huttunen            | Ulla Sinkko              |
| 1945/46 | Hämeenlinna  | 16/17-02    | Eevi Huttunen        |                          |                          |
| 1946/47 | Joensuu      | 15/16-02    | Eevi Huttunen        | Anni Aaltonen            |                          |
| 1947/48 | Helsinki     | 30/31-01    | Verné Lesche         | Eevi Huttunen            |                          |
| 1948/49 | Joensuu      | 29/30-01    | Verné Lesche         | Eevi Huttunen            | Kyllikki Kinnunen        |
| 1949/50 | Pieksämäki   | 26/27-02    | Eevi Huttunen        | Margit Laakso            | Anlikki Karhu            |
| 1950/51 | Hämeenlinna  | 20/21-01    | Eevi Huttunen        | Aulikki Väisänen         | Margit Laakso            |
| 1951/52 | Rovaniemi    | 09/10-02    | Eevi Huttunen        | Aulikki Väisänen         | Armi Mäkinen             |
| 1952/53 | Kuopio       | 31/01-02    | Eevi Huttunen        | Meeri Pekonen            | Armi Mäkinen             |
| 1953/54 | Kokkola      | 06/07-02    | Eevi Huttunen        | Armi Mäkinen             | Meeri Pekonen            |
| 1954/55 | Valkeakoski  | 05/06-02    | Eevi Huttunen        | Iris Sihvonen            | Armi Mäkinen             |
| 1955/56 | Pieksämäki   | 28/29-01    | Iris Sihvonen        | Helga Kuronen            | Kaisa Vihma              |
| 1956/57 | Kuopio       | 26/27-01    | Eevi Huttunen        | Iris Sihvonen            | Raija Uimonen            |
| 1957/58 | Helsinki     | 25/26-01    | Helga Kuronen        | Raija Uimonen            | Mirja Voutilainen        |
| 1958/59 | Kuopio       | 14/15-02    | Eevi Huttunen        | Iris Sihvonen            | Raija Uimonen            |
| 1959/60 | Helsinki     | 16/17-01    | Eevi Huttunen        | Kaija Mustonen           | Iris Sihvonen            |
| 1960/61 | Valkeakoski  | 25/26-02    | Iris Sihvonen        | Pirkko Tanskanen         | Kaija Mustonen           |
| 1961/62 | Rovaniemi    | 27/28-01    | Kaija Mustonen       | Anja Ilola               | Kaija-Liisa Keskivitikka |
| 1962/63 | Akaa         | 26/27-01    | Kaija Mustonen       | Kaija-Liisa Keskivitikka | Leena Immonen            |
| 1963/64 | Rovaniemi    | 18/19-01    | Kaija Mustonen       | Kaija-Liisa Keskivitikka | Leena Immonen            |
| 1964/65 | Harjavalta   | 23/24-01    | Kaija Mustonen       | Kaija-Liisa Keskivitikka | Arja Kantola             |
| 1965/66 | Pori         | 22/23-01    | Kaija Mustonen       | Kaija-Liisa Keskivitikka | Arja Kantola             |
| 1966/67 | Karstula     | 14/15-01    | Kaija Mustonen       | Kaija-Liisa Keskivitikka | Arja Kantola             |
| 1967/68 | Helsinki     | 14/15-01    | Kaija Mustonen       | Kaija-Liisa Keskivitikka | Arja Kantola             |
| 1968/69 | Pieksämäki   | 25/26-01    | Tarja Rinne-Wahlmann | Paula-Irmeli Halonen     | Arja Kantola             |
| 1969/70 | Joensuu      | 07/08-02    | Tuula Vilkas         | Arja Kantola             | Kaija-Liisa Keskivitikka |
| 1970/71 | Helsinki     | 16/17-01    | Tuula Vilkas         | Anneli Repola-Risku      | Arja Kantola             |
| 1971/72 | Rovaniemi    | 11/12-03    | Tuula Vilkas         | Tarja Rinne-Wahlmann     | Anneli Repola-Risku      |
| 1972/73 | Helsinki     | 13/14-01    | Tuula Vilkas         | Tarja Rinne-Wahlmann     | Anneli Repola-Risku      |
| 1973/74 | Pälkäne      | 19/20-01    | Paula-Irmeli Halonen | Anneli Repola-Risku      | Tuula Vilkas             |
| 1974/75 | Rovaniemi    | 15/16-03    | Tarja Rinne-Wahlmann | Tuula Vilkas             | Anneli Repola-Risku      |
| 1975/76 | Helsinki     | 10/11-01    | Tuula Vilkas         | Tarja Rinne-Wahlmann     | Anneli Repola-Risku      |
| 1976/77 | Helsinki     | 15/16-01    | Paula-Irmeli Halonen | Tarja Rinne-Wahlmann     | Anneli Repola-Risku      |
| 1977/78 | Seinäjoki    | 14/15-01    | Tarja Rinne-Wahlmann | Paula-Irmeli Halonen     |                          |
| 1978/79 | Helsinki     | 27/28-01    | Pirjo Hyvärinen      | Anneli Repola-Risku      | Tarja Rinne-Wahlmann     |
| 1979/80 | Rovaniemi    | 08/09-03    | Anneli Repola-Risku  | Aila Tartia              | Pirjo Hyvärinen          |
| 1980/81 | Pieksämäki   | 31-01/01-02 | Aila Tartia          | Pirjo Hyvärinen          | Tarja Rinne-Wahlmann     |
| 1981/82 | Rovaniemi    | 06/07-03    | Aila Tartia          | Rauni Poikolainen        | Taina Salmia             |
| 1982/83 | Kajaani      | 05/06-03    | Aila Tartia          | Taina Salmia             | Tarja Rinne-Wahlmann     |
| 1983/84 | Helsinki     | 04/05-03    | Aila Tartia          | Maila Lehtimäki          | Tarja Rinne-Wahlmann     |
| 1984/85 | Seinäjoki    | 03/04-02    | Aila Tartia          | Maila Lehtimäki          | Taina Salmia             |
| 1985/86 | Imatra       | 08/09-02    | Taina Salmia         | Jaana Kivipelto          | Sanna-Liisa Ylätalo      |
| 1986/87 | Helsinki     | 31-01/01-02 | Aila Tartia          | Maila Lehtimäki          | Jaana Kivipelto          |
| 1987/88 | Helsinki     | 19/20-12    | Aila Tartia          | Tarja Rinne-Wahlmann     | Susanna Kantanen         |
| 1988/89 | Seinäjoki    | 28/29-01    | Susanna Kantanen     | Paula Virkki             | Tarja Rinne-Wahlmann     |
| 1989/90 | Helsinki     | 03/04-02    | Jaana Kivipelto      | Outi Ylä-Sulkava         | Kirsi Korpi              |
| 1990/91 | Helsinki     | 09/10-03    | Outi Ylä-Sulkava     | Paula Virkki             | Susanna Kantanen         |
| 1991/92 | Helsinki     | 21/22-12    | Jaana Kivipelto      | Susanna Kantanen         | Kirsi Korpi              |
| 1992/93 | Seinäjoki    | 19/20-12    | Outi Ylä-Sulkava     | Susanna Kantanen         | Jenny Andberg            |
| 1993/94 | Helsinki     | 18/19-12    | Susanna Kantanen     | Jenny Andberg            | Eija Lemola              |
| 1994/95 | Seinäjoki    | 17/18-12    | Outi Ylä-Sulkava     | Jenny Andberg            | Elina Sisso-Hakonen      |
| 1995/96 | Oulu         | 16/17-12    | Outi Ylä-Sulkava     | Jenny Andberg            | Johanna Laine            |
| 1996/97 | Seinäjoki    | 01/02-02    | Outi Aunula          | Jenny Andberg            | Eija Lemola              |
| 1997/98 | Helsinki     | 20/21-12    | Jenny Andberg        | Johanna Laine            | Eija Lemola              |
| 1998/99 | Helsinki     | 19/20-12    | Outi Aunula          | Johanna Laine            | Jenny Andberg            |
| 1999/00 | Seinäjoki    | 18/19-12    | Johanna Lain         | Anna Horsmalahti         | Mirkka Savolainen        |
| 2000/01 | Helsinki     | 16/17-12    | Johanna Laine        | Mirkka Savolainen        | Mari Moisala             |
| 2001/02 | Seinäjoki    | 15/16-12    | Johanna Laine        | Mari Kaivanto            | Susanna Potka            |
| 2002/03 | Seinäjoki    | 21/22-12    | Johanna Laine        | Susanna Potka            | Mari Kaivanto            |
| 2003/04 | Seinäjoki    | 31-01/01-02 | Johanna Laine-Mäki   | Mari Kaivanto            | Susanna Potka            |
| 2004/05 | Seinäjoki    | 12/13-03    | Susanna Potka        | Mari Kaivanto            | Annamari Lehtonen        |
| 2005/06 | Seinäjoki    | 17/18-12    | Susanna Potka        | Pia Humisto              | Elisa Arvo               |
| 2006/07 | Helsinki     | 16/17-12    | Pia Humisto          | Elina Risku              | Liisa Yli-Ojanperä       |
| 2007/08 | Seinäjoki    | 15/16-12    | Elina Risku          | Laura Koriseva           | Saana Hyttinen           |
| 2008/09 | Helsinki     | 20/21-12    | Laura Koriseva       | Pia Humisto              | Saana Hyttinen           |
| 2009/10 | Seinäjoki    | 19/20-12    | Laura Koriseva       | Saana Hyttinen           | Pia Humisto              |
| 2010/11 | Helsinki     | 18/19-12    | Elina Risku          | Saana Hyttinen           | Pia Humisto              |
| 2011/12 | Helsinki     | 10/11-12    | Elina Risku          | Saana Hyttinen           | Pia Humisto              |
| 2012/13 | Seinäjoki    | 03/04-02    | Eveliina Brandt      | Anni Mattila             | Veera Sarkanen           |
| 2013/14 | Seinäjoki    | 07/08-12    | Veera Sarkanen       | Miina Peltonen           | Susanna Lehtiniemi       |
| 2014/15 | Helsinki     | 20/21-12    | Miina Peltonen       | Katriina Keski-Opas      | Anni Käsnänen            |
| 2015/16 | Helsinki     | 19/20-12    | Miina Peltonen       | Katriina Keski-Opas      | Anni Käsnänen            |
| 2016/17 | Helsinki     | 17/18-12    | Miina Peltonen       | Anni Käsnänen            | Veera Sarkanen           |
| 2017/18 | Seinäjoki    | 16/17-12    | Miina Peltonen       | Anni Käsnänen            | Laura Kivioja            |
| 2018/19 | Helsinki     | 22/23-12    | Anni Käsnänen        | Laura Kivioja            | Miina Peltonen           |

 Argentinië · 
 België · 
 Bohemen · 
 Canada · 
 China · 
 DDR · 
 Duitsland (mannen) - (vrouwen) · 
 Estland · 
 Finland · 
 Frankrijk · 
 Hongarije · 
 IJsland · 
 Italië · 
 Japan · 
 Kazachstan · 
 Mongolië · 
 Nederland (mannen) - (vrouwen) · 
 Nieuw-Zeeland ·
 Noorwegen (mannen) - (vrouwen) · 
 Oekraïne · 
 Oostenrijk · 
 Polen · 
 Roemenië · 
 Rusland · 
 Tsjechië · 
 Verenigde Staten · 
 Wit-Rusland · 
 Zuid-Korea · 
 Zweden · 
 Zwitserland
 Finse kampioenschappen schaatsen

Afstanden · 
Allround · 
Sprint